# Rubia agostinhoi
Rubia agostinhoi là một loài thực vật có hoa trong họ Thiến thảo. Loài này được Dans. & P.Silva miêu tả khoa học đầu tiên năm 1974.